# Croix de Malte (symbole)
Pour les articles homonymes, voir Croix de Malte et Malte.

Une croix de Malte.

La croix de Malte, ou croix de saint Jean, est le symbole des Hospitaliers de l'ordre de Saint-Jean de Jérusalem. Cette croix, à la forme caractéristique, est utilisée depuis comme symbole religieux, honorifique ou national.

## Origine
L'origine de la croix de Malte est inconnue. Certains chercheurs considèrent la croix comme un des premiers signes tracés par les humains. En fait, toutes sortes de croix ont été retrouvées dessinées ou gravées dans l'art pariétal. Leroi-Gourhan cite une analyse de l’abbé Breuil qu'il nomme « l'art schématique » des milliers de formes anthropomorphes stylisées, des silhouettes d'hommes, stylisées sous la forme de croix.
L'historienne Claire-Éliane Engel (1903-1976) voyait dans le signe de Tanit, divinité phénicienne, l'origine de la croix de saint Jean, mais cette interprétation n'est plus retenue aujourd'hui.
D'autres auteurs faisaient référence à la croix que Roger II de Sicile met sur le tari de la ville italienne d'Amalfi comme comte de Sicile (1021-1030) ou roi de Sicile (1030-1054). Mais c'est oublier la chronologie, la croix de tissu blanc cousue sur l'habit noir des frères hospitaliers, et non la croix de Malte, date de l'article 19 de la règle édictée par Raymond du Puy en 1123 ou 1124,.
L'héraldiste Adrian Strichland pense que l'origine de la croix des Hospitaliers est à rechercher dans la croix de Jérusalem, crosselets ou croisettes en moins (petites croix placées dans chaque quartier de la croix principale). Cette croix est un très ancien emblème des chrétiens d'orient ; c'est l'emblème de l'ordre canonial régulier du Saint-Sépulcre, du Patriarcat latin de Jérusalem et de la Custodie franciscaine de Terre sainte (les cinq croix figureraient les cinq blessures du Christ, les cinq premiers livres de la Bible ou les cinq premières Églises chrétiennes), il est donc peu étonnant que les Hospitaliers ou même les Templiers s'en soient inspirés : « l'ensegne de l'abit del Sépulcre est une crois vermelle a deux bras (tel le porteli Ospitaus). Et cil del Temple le portent toute single viermelle. »
D'autres établissent une évolution typologique allant de la simple croix des croisés à des croix de formes plus complexes en passant par des croix de plus en plus pattées aboutissant à la croix de Malte. Les Hospitaliers fixent, pour la première fois en 1496, dans une nouvelle édition de leur règle, la forme à huit pointes de leur croix. Jusqu'à cette date, les documents parvenus jusqu'à nous montrent une forme très variable de la croix des Hospitaliers.

Croix latine.
Croix grecque.
Croix potencée.
Croix pattée.
Croix fourchue.
Croix moline.
Croix de Malte.

## Historique
En créant en 1080, l'« hostellerie » (hôpital) de Jérusalem, frère Gérard hérite, pour les servants de l'hôpital, de la tunique noire des moines de l'église amalfitaine de Sainte-Marie-Latine, ce qui les fera souvent confondre avec des moines bénédictins. Il peut aussi faire référence pour la croix de l'Ordre, à ce qui deviendra l’emblème de sa ville de naissance mais aucune preuve ne peut attester de ce fait et le décalage de date ne peut faire foi.

### Croix latine
Lors de la prise de Jérusalem, les participants du premier « passage général » (ultérieurement appelé première croisade) étaient crucesignatus (littéralement, marqué de la croix) c'est-à-dire qu'ils portaient, en signe de reconnaissance, cousue sur leurs habits, deux bandes de tissus figurant une croix latine.
Dans le même temps où Raymond du Puy écrit la règle, il fixe aussi le drapeau de l'Ordre en apposant la croix blanche sur un fond rouge mais nous ne disposons d'aucun texte permettant de connaitre les raisons qui le poussèrent à établir la 19e règle de l'ordre fixant le signe distinctif des croisés, le signe de la croix sur la poitrine, pour les frères hospitaliers ; la chasuble sera noire et la croix sera blanche.
Alison Phillips déclare dans l'Encyclopædia Britannica que la croix de Malte a été introduite dès les débuts de l'Ordre mais Edwin J. King écrit : « je ne connais pas son autorité pour déclarer que la croix à huit pointes a été adoptée si tôt. Le chanoine Giraud dans sa Vie du Bienheureux Gérard déclare qu'à son époque les Hospitaliers utilisaient une croix latine ordinaire ».
Si la croix latine a été la première forme de croix, il est possible de trouver deux autres formes sur deux sceaux de l'Hospital d'Oxford vers 1234. Cette même croix, sorte de croix pattée, est visible sur le mur de l'escalier menant à la chapelle du krak des Chevaliers qui fut possession des Hospitaliers de 1142 à 1271,. Deux autres croix différentes de la croix latine sont aussi visibles chez Delaville Le Roulx sur deux sceaux, le sceau numéro 4 datant de 1181 et attribué à Roger de Moulins et le sceau numéro 6 attribué à Garin de Montaigu (1207-1227) avec une autre sorte de croix pattée, de croix fourchue ou de croix moline.
Ce type de croix moline était répandue en Terre sainte parmi les monnaies à l'exemple du dinar d'or que Saint Louis fait frapper entre 1245 et 1270 à Saint-Jean-d'Acre.

### Croix rhodienne

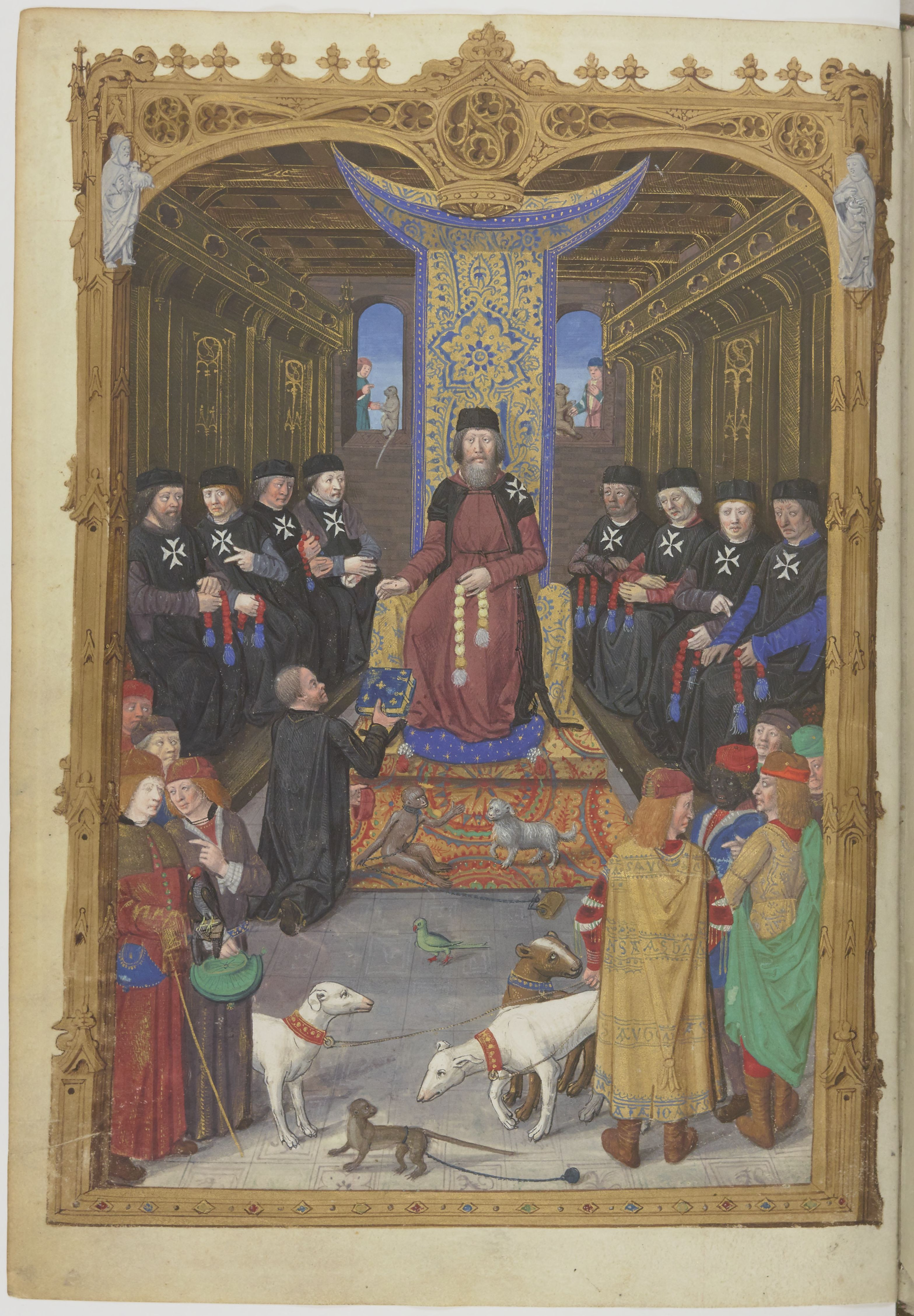
Guillaume Caoursin remet son livre à Pierre d’Aubusson, miniature de dédicace du manuscrit Gestorum Rhodie obsidionis commentarii.

Dès que l'Ordre s'installe à Rhodes et signe d'un enrichissement des Hospitaliers en même temps que d'une conquête de souveraineté, l'Ordre se met à battre monnaie à l'effigie de ses grands maîtres et entre autres un gigliato, daté entre 1319-1346, qui fait apparaitre sur l’épaule d'Hélion de Villeneuve une croix moline. Le nom de cette monnaie vient du verso de cette pièce qui représente une croix grecque aux extrémités décorées de Giglio (en italien veut dire « lys »), de fleur de lys, symbole de l'amour pur et de la virginité et représente, dans la religion catholique, la Vierge Marie et son fils Jésus.
Mais un des documents le plus caractéristique de la période rhodienne est Obsidionis Rhodie urbis descriptio. Une relation faite par Guillaume Caoursin qui à la différence de la production de luxe, Gestorum Rhodiae obsidionis commentarii peinte par le maître du Cardinal de Bourbon, comporte des gravures sur bois et datant 1496. Sur plusieurs gravures il est possible d'observer la croix que portent des Hospitaliers sur leur habit comme la gravure qui sert de frontispice au livre et qui montre le vice-chancelier remettant son livre au grand maître avec sa croix sur la poitrine, croix que nous appellerons « croix rhodienne ».
Cette croix rhodienne est très différente de la croix peinte par le maître du Cardinal de Bourbon en 1483-1484. Cette croix peinte en dernier sur les habits des Hospitaliers parait plaquée pour bien les identifier. Elle est typiquement de Malte, il y a donc plusieurs interprétations : soit elle est véritablement de Malte mais elle serait antérieure à la règle l’instituant en 1496, soit elle a été retouchée (position de Foster) pour la faire correspondre à la règle ou soit elle est à l'origine même de la règle.

### Croix de Malte
Enfin, les Hospitaliers fixent, pour la première fois en 1496, dans une nouvelle édition de leur règle, la forme à huit pointes de leur croix dite croix de Malte.

## Référencement